# The Man from the Train
The Man from the Train é um livro do autor norte-americano Bill James e de sua filha, Rachel McCarthy James, ainda sem tradução no Brasil.
Em The Man from the Train, os James afirmam ter descoberto, através da análise de registros contemporâneos, a existência e a identidade de um serial killer - Paul Mueller - que operou na América do Norte no início do século XX, matando entre 40 e 100 pessoas.
Bill James é mais conhecido como analista de beisebol, utilizador da chamada sabermetria, mas também escreve sobre crimes, tendo publicado anteriormente Popular Crime: Reflections on the Celebration of Violence (2012) (sem tradução no Brasil).

## Sumário
A pesquisa de Bill James começou como uma tentativa de solucionar um famoso crime sem resolução, os assassinatos de Villisca, nos quais uma família de seis pessoas e dois hóspedes da casa foram assassinados em Villisca, Iowa, na noite de 9 de junho de 1912. James começou a suspeitar de um possível serial killer devido ao que parecia ser a ação de um criminoso hábil em Villisca; ele então encontrou alguns crimes semelhantes e contratou Rachel McCarthy James, que encontrou mais. McCarthy James foi originalmente contratada como assistente de pesquisa, mas, por sua própria estimativa, escreveu cerca de dez por cento do livro e por isso foi creditada como co-autora.
Através de pesquisas em arquivos de jornais, os James descobriram dezenas de assassinatos de famílias inteiras cometidos de 1898 a 1912 em Nova Escócia, Oregon, Kansas, Flórida, Arkansas e outros lugares, que eles atribuem a Mueller. Embora muitos desses crimes tenham ganhado bastante publicidade, praticamente todos foram esquecidos pelo público, com exceção dos assassinatos de Villisca. O nome de Mueller foi ligado a apenas um crime na mídia contemporânea: Ele foi alvo de uma perseguição de um ano, sem sucesso, como o único suspeito no assassinato de 1897 de uma família em West Brookfield, Massachusetts, que o havia empregado como ajudante da fazenda. De acordo com Rachel McCarthy James, ela e o pai encontraram "provavelmente 500 palavras de material sobre Mueller; especificamente: sua aparência física, de onde ele é, suas habilidades e quem é sua família". Acredita-se que Mueller tenha trabalhado como um lenhador itinerante, visto que a maioria dos assassinatos ocorreu em áreas de extração de madeira ou perto delas, e o assassino preferiu usar um machado.
Os James apontam que, nessa época, a polícia local geralmente suspeitava de um assassino local com alguma conexão com as vítimas. A ideia de um serial killer de âmbito nacional não era considerada na maioria dos casos. Moradores locais presos após a investigação policial costumavam ser soltos por falta de provas ou por terem álibis fortes, mas alguns suspeitos foram condenados e executados ou, no caso de vários suspeitos afro-americanos, linchados.
Segundo os James, vários assassinatos do período que foram considerados pela polícia local como incidentes pontuais, foram, na verdade, cometidos por uma única pessoa, provavelmente Mueller, com base em certas semelhanças entre esses crimes. Essas semelhanças incluem: acontecer a algumas centenas de metros de um entroncamento ferroviário (daí o título do livro); a chacina de famílias inteiras em cidades pequenas com força policial diminuta ou inexistente; as famílias tinham um celeiro onde acredita-se que o assassino tenha se escondido para observar as famílias; as famílias não tinham cachorro para avisar sobre intrusos; o assassino usou a ponta cega de um machado como arma do crime; o assassino deixou o machado à vista; o assassino cobriu as vítimas com lençóis ou cobertores antes de matá-las (provavelmente para evitar respingos de sangue); o assassino moveu ou empilhou os corpos após os assassinatos; o assassino cobriu as janelas de dentro da casa com lençóis ou toalhas; e a ausência de roubo.
Acredita-se que a motivação do assassino tenha sido uma atração sexual sádica por meninas pré-adolescentes. Enquanto os adultos costumavam ser emboscados e assassinados na cama, durante o sono, as meninas apresentavam lesões de defesa ou outras evidências de luta, e os relatos da mídia sobre os crimes geralmente incluíam referências veladas ao fato de o assassino ejacular nas cenas do crime. Bill James observou que em todo o país, de 1890 a 1912, havia uma média de oito famílias assassinadas por ano, a maioria das quais não compartilhava as características associadas aos crimes atribuídos a Mueller. Sendo um estatístico em seu trabalho com o beisebol, James sustenta que, dada a raridade de assassinatos de famílias, é praticamente impossível que os crimes tivessem as características peculiares listadas e ainda assim não estivessem conectados. A ausência de crimes do tipo em qualquer lugar do país por cerca de um ano, em 1908, levou os James a especularem que o assassino foi preso por um crime menor.
Os James tem certeza que Mueller cometeu o assassinato de 14 famílias, totalizando 59 vítimas, e suspeitam de seu envolvimento no assassinato de 25 outras famílias, totalizando 94 vítimas adicionais.
Os autores também sugerem que Mueller pode ter sido responsável pelos assassinatos de Hinterkaifeck em 1922, na Alemanha. Os assassinatos têm algumas semelhanças com os crimes dos Estados Unidos, incluindo o massacre de uma família inteira em sua casa isolada, o uso da ponta cega de uma ferramenta agrícola como arma (uma enxada) e a aparente ausência de roubo como motivação. Os autores suspeitam que Mueller, descrito como um imigrante alemão pela mídia contemporânea, possa ter saído dos EUA para sua terra natal depois que detetives particulares e jornalistas começaram a perceber e divulgar padrões em assassinatos de famílias por todo o país após o assassinato brutal de duas famílias em uma única noite de 1912, em Colorado Springs, Colorado, e um crime semelhante, semanas depois, a algumas centenas de quilômetros de distância, no estado vizinho,Kansas.

## Recepção
Em uma resenha no The New York Journal of Books, Bill McClug descreveu The Man from the Train como "uma história interessante e fascinante, embora um tanto desconhecida, e é louvável que os autores tenham decidido trazê-la à luz". No entanto, ele também criticou o estilo de escrita como sendo excessivamente casual, e achou improvável que o caso dos James possa ser provado conclusivamente após um século.
A Kirkus Reviews fez uma crítica positiva ao livro: "Contada em prosa jornalística, profissional, com muitas injeções pessoais - 'me escute. Tenho uma história incrível para contar' - a narrativa se torna viciante, e é fácil se envolver na pesquisa elaborada e nas conclusões dos autores, que são plausíveis. "